# 帕拉杜
帕拉杜（法語：Paradou，法語發音：[paʁadu]）是法国罗讷河口省的一个市镇，属于阿尔勒区。

## 地理
帕拉杜（43°43'16"N, 4°47'17"E）面积16.15 平方千米，位于法国普罗旺斯-阿尔卑斯-蓝色海岸大区罗讷河口省，该省份为法国东南部沿海省份，北起沃克吕兹省，西接加尔省，南濒地中海，东临瓦尔省。
与帕拉杜接壤的市镇（或旧市镇、城区）包括：阿尔勒、普罗旺斯地区莱博、丰维埃耶、莫萨讷莱萨尔皮耶、圣马丹德克罗。

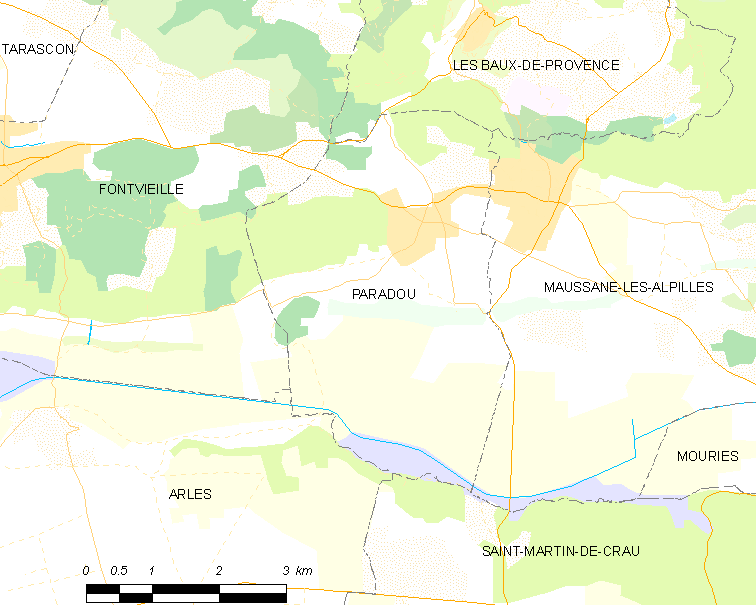
帕拉杜的OSM定位图

帕拉杜的时区为UTC+01:00、UTC+02:00（夏令时）。

## 行政
帕拉杜的邮政编码为13520，INSEE市镇编码为13068。

## 政治
帕拉杜所属的省级选区为普罗旺斯地区萨隆第一县。

## 人口

1962-2008年间帕拉杜人口变化图示

帕拉杜于2022年1月1日时的人口数量为2181人。